# Multiplikation
Multiplikation (at gange) er en af de fire grundlæggende regnearter (addition, subtraktion, division og multiplikation). Metoden er et specialtilfælde af addition, nemlig omfattende de situationer, hvor man lægger flere tal af samme størrelse sammen. I Danmark kendes regningsarten også som at gange. Resultatet kaldes et produkt.
Som symbol for multiplikation anvendes normalt {\displaystyle \cdot } eller {\displaystyle \times }.[kilde mangler] I forbindelse med ubekendte anvendes ofte slet ikke et eksplicit symbol, f.eks. gælder følgende 2y = 2{\displaystyle \cdot }y. Symbolet på computere er ofte enten et 'x' eller en asterisk (*), f.eks. 2 x 3 eller 2 * 3.
Hvis man bruger 'x', skal man være opmærksom på, at dette ikke må kunne mistolkes som værende en ubekendt – som i en ligning.
Resultatet af en multiplikation hedder et produkt, og de tal, som multipliceres, hedder faktorer eller i visse tilfælde koefficienter. Somme tider ses de to individuelle tal også betegnet som henholdsvis multiplikator og multiplikand.
Multiplikation er en matematisk operation, som er 
1. kommutativ, hvilket udtrykker, at {\displaystyle a\cdot b=b\cdot a}
2. associativ, dvs. at {\displaystyle (a\cdot b)\cdot c=a\cdot (b\cdot c)}, hvilket udtrykkes i den velkendte sætning, at faktorernes orden er ligegyldig
3. distributiv operation med hensyn til addition, idet {\displaystyle a\cdot (b+c)=ab+ac}

Den distributive egenskab ligger til grund for opstilling af en multiplikations-algoritme til at beregne resultatet ved multiplikation af tal større end 10. For eksempel vil regnestykket 25 · 43 = 1075 se således ud, hvis vi ikke bruger vores tillærte metode, men alene benytter den distributive egenskab: 
{\displaystyle {\begin{aligned}25\cdot 43&=(20+5)\cdot (40+3)\\&=((20+5)\cdot 3)+((20+5)\cdot 40)\\&=(20\cdot 3)+(5\cdot 3)+(20\cdot 40)+(5\cdot 40)\\&=75+1000\\&=1075\end{aligned}}}
Multiplikation af et tal med potenser af grundtallet i samme talsystem er altid særlig lette, idet man blot sætter samme antal nuller efter tallet som potensen angiver. I vort sædvanlige decimalsystem fås resultatet af multiplikation af et helt tal med {\displaystyle 10^{3}} derfor ved at sætte tre nuller efter tallet. Er tallet et decimaltal, flyttes decimalkommaet i stedet tre pladser til højre.
I folkeskolen indlæres den lille tabel, der viser resultatet af alle multiplikationer af tallene fra 1-10, og den store tabel, som omfatter multiplikationerne fra 11-20 inkl.
En alternativ måde at lære de små tabeller i folkeskolen er, at benytte CD'en At Gange Med Sange, som er et nyt hjælpemiddel, hvor man lærer de små tabeller, ved hjælp af sang, musik, rim og remser.

## Beregningshierarkiet
Udregning af indholdet i parenteser foretages først: (2+3)·2 = 10 
Multiplikation og division går forud for addition og subtraktion: 2+3·2 = 8
Denne prioritet gælder generelt inden for aritmetik.

## Multiplikationsoperatoren
Når der forekommer længere sekvenser af ensartede produkter, forkorter man ofte disse ved hjælp af nedenstående operator. Denne betegnes med store pi, Π.
{\displaystyle \prod _{i=1}^{k}a_{i}=a_{1}\cdot a_{2}\cdot ...\cdot a_{k-1}\cdot a_{k}}
Man benytter altså et fodtegn i, som betegner hvilke elementer man ganger sammen. "Identiteten" på fodtegnet angives under operatoren, hvor det også angives hvor produktrækken startes, og således angives hvor rækken stoppes på toppen af Pi-tegnet.
Her følger et lidt mere illustrerende eksempel:
{\displaystyle \prod _{i=1}^{2}(x_{i}+2\cdot i)=(x_{1}+2\cdot 1)(x_{2}+2\cdot 2)=(x_{1}+2)(x_{2}+4)=x_{1}\cdot x_{2}+4\cdot x_{1}+2\cdot x_{2}+8}